# Чемпионат мира по софтболу среди мужчин 1968
2-й чемпионат мира по софтболу среди мужчин 1968 проводился в городе Оклахома-Сити (штат Оклахома, США) с 21 по 29 сентября 1968 года с участием 10 команд. В США, Оклахоме и городе Оклахома-Сити чемпионат проводился впервые.
Чемпионом мира (2-й раз в своей истории и 2-й раз подряд) стала сборная США, победив в финале сборную Канады. Третье место заняла сборная Мексики.
В чемпионате мира впервые принимали участие сборные Американских Виргинских островов, Филиппин и ЮАР.

## Итоговая классификация
| Место | Команда                         | И  | В  | П |
| ----- | ------------------------------- | -- | -- | - |
| 1     | США                             | 13 | 12 | 1 |
| 2     | Канада                          | 13 | 9  | 4 |
| 3     | Мексика                         | 13 | 8  | 5 |
| 4     | Филиппины                       | 13 | 6  | 7 |
| 5     | Новая Зеландия                  | 9  | 5  | 4 |
| 6     | Пуэрто-Рико                     | 9  | 5  | 4 |
| 7     | Багамы                          | 9  | 4  | 5 |
| 8     | Американские Виргинские острова | 9  | 2  | 7 |
| 9     | ЮАР                             | 9  | 1  | 8 |
| 10    | Япония                          | 9  | 1  | 8 |